# Billy More
 (mai 2023).
Billy More, de son vrai nom Massimo Brancaccio (3 février 1965 — 14 août 2005), également connu sous le nom de Max Coveri, est un musicien et drag queen italien.

## Biographie
Brancaccio a débuté comme chanteur d'Italo disco dans les années 1980, interprétant plusieurs chansons sous le nom de scène de Max Coveri (utilisé à l'origine par Mauro Farina et plus tard par Maurizio De Jorio), tout en étant mannequin. Le projet Billy More a débuté après sa rencontre avec Roberto Santini (RSDJ), disc jockey au Zip Club de Milan. Le chanteur des dernières chansons de Billy More était John Biancale.
Le premier single de Billy More, Up and Down (Do not Fall in Love with Me), sorti en 2000, a atteint la 5e place du classement musical italien, la 14e place du classement musical autrichien, et la 21e place du classement musical allemand. More a sorti un autre single, Come On and Do It (Saturdaynightlife) en 2001.
Il sort les singles I Keep On Burning, Weekend et Dance en 2002 et 2003. Il a coopéré avec DJ Speciale pour produire un autre single intitulé Try Me. Il a sorti son dernier single Gimme Love en 2005. Il décède d'une leucémie le 14 août 2005 à Milan, et est enterré au cimetière de Castelletto sopra Ticino, dans le Piémont.

## Discographie

### Singles
- 2000 : Up and Down (Don't Fall in Love with Me)
- 2000 : The New Millennium Girl
- 2001 : Come On and Do It (Saturday Night Life)
- 2001 : Loneliness
- 2002 : I Keep on Burning
- 2002 : Dance
- 2003 : Weekend
- 2004 : Try Me
- 2004 : My Rhythm of the Night
- 2004 : Boom, Boom!
- 2005 : Gimme Love (Prendilo e Mettilo)